# Wormer (Wormerland)
Wormer ist ein Ortsteil der Gemeinde Wormerland in der niederländischen Provinz Noord-Holland.

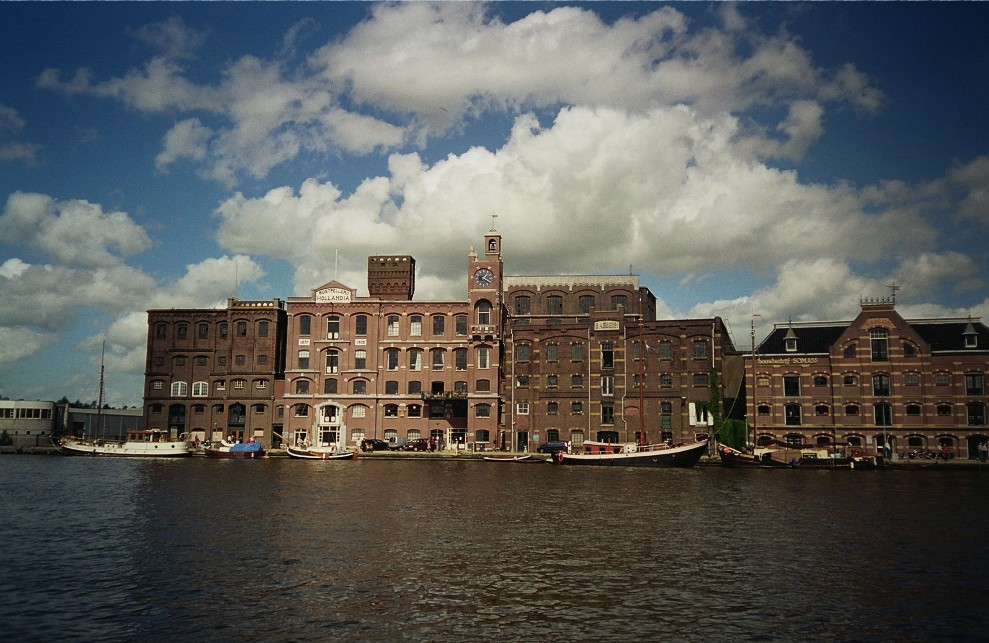
Lagerhaus aus dem 19. Jahrhundert am Veerdijk – im Vordergrund der Zaan

## Geographie
Das Dorf liegt zwölf Kilometer nördlich von Amsterdam und elf Kilometer westlich von Purmerend. Der Ortskern setzt sich aus den vier Siedlungsteilen Westeinde, Plaszoom, Molenbuurt und Middentil zusammen. Die umliegenden Orts- und Siedlungsteile sind Oostknollendam, Oosteinde und Engewormer, sowie das statistisch nicht relevante Bartelsluis.
Im Uhrzeigersinn grenzt die Gemarkung im Norden an Markenbinnen, Starnmeer, Spijkerboor und Jisp, im Osten an Wijdewormer, im Süden an Zaandam und im Westen an Wormerveer und West-Knollendam.
In Wormer steht ein 144 Meter hoher Sendeturm.

## Geschichte
Vermutlich ist Wormer eines der ältesten Dörfer in der Zaanstreek. So gehen einige davon aus, dass der Ort in einem Manuskript aus dem neunten Jahrhundert als uueromeri vermerkt ist. Die Ansiedlung wurde nachweislich 1063 in einer Liste vom Kloster Egmond unter der Bezeichnung Weremere aufgeführt.
Das Dorf war lange Zeit eigenständig, ausgenommen zwischen 1518 und 1611, als es mit Jisp zusammengelegt war. Endgültig verlor der Ort seine Unabhängigkeit 1991, durch die Zusammenlegung mit Jisp und Wijdewormer zur neuen Gemeinde Wormerland.

## Persönlichkeiten
- Geertruid Adriaansdochter, († 1573), Bäuerin und katholische Märtyrerin
- Piet de Wit (* 1946), Radsportler
- Martin Bosma (* 1964), Politiker
- Micky van de Ven (* 2001), Fußballspieler